# Tricentrus ferrugineus
Tricentrus ferrugineus är en insektsart som beskrevs av Walker 1870. Tricentrus ferrugineus ingår i släktet Tricentrus och familjen hornstritar. Inga underarter finns listade i Catalogue of Life.